# MLA Style Manual
MLA Style Manual est un guide de style pour l'anglais. Il s'agit d'indications pour la mise en page et notamment la manière de citer des travaux et d'insérer des références dans un document rédigé. Il est produit par la MLA, "Modern Language Association". 
Il est utilisé dans les travaux universitaires portant sur la littérature (anglaise, étrangère ou comparée) et dans d'autres domaines universitaires liés aux sciences humaines.